# Sphaeralcea philippiana
Sphaeralcea philippiana är en malvaväxtart som beskrevs av Antonio Krapovickas. Sphaeralcea philippiana ingår i släktet klotmalvor, och familjen malvaväxter. Inga underarter finns listade i Catalogue of Life.